# Mohammed Al-Owais
Mohammed Al-Owais (Al-Hasa, 10 de outubro de 1991), é um futebolista saudita que atua como goleiro. Atualmente joga pelo Al-Hilal.

## Seleção nacional
Foi convocado para defender a Arábia Saudita na Copa do Mundo de 2018, atuando na derrota de 1 a 0 contra o Uruguai.
Em 11 de novembro de 2022, foi convocado pelo treinador francês Hervé Renard, para representar a Seleção Saudita de Futebol, para participar da Copa do Mundo FIFA de 2022, realizada no Catar. Em sua estreia na Copa pela seleção saudita, contra a Seleção da Argentina, na vitória por 2 a 1, foi considerado um dos principais jogadores em campo.

## Títulos
Al-Shabab
- Copa do Rei: 2014
- Supercopa da Arábia Saudita: 2014

Al-Hilal
- Campeonato Saudita: 2021–22 e 2023–24
- Copa do Rei: 2022–23 e 2023–24
- Supercopa da Arábia Saudita: 2023 e 2024

### Prêmios individuais
- Melhor Goleiro do Campeonato Saudita: 2017–18
- Prêmio Rei Salman de Melhor Goleiro: 2017–18